# Class 317
Pour les articles homonymes, voir Class.
 (février 2018).
Si vous disposez d'ouvrages ou d'articles de référence ou si vous connaissez des sites web de qualité traitant du thème abordé ici, merci de compléter l'article en donnant les références utiles à sa vérifiabilité et en les liant à la section « Notes et références ».
La Class 317 est une unité électrique à courant alternatif britannique construite en plusieurs séries par British Rail Engineering Limited de 1981 à 1982 et de 1985 à 1987.